# Paykan Football Club
Maillots
Actualités
Le Paykan Football Club (en persan : باشگاه فوتبال پیکان قزوین), plus couramment abrégé en Paykan FC, est un club iranien de football fondé en 1967 et basé dans la ville de Qazvin.
Hossein Faraki est l'entraineur depuis début janvier 2019. 
Le sponsor de l'équipe est Iran Khodro, principal constructeur automobile du pays, ce qui explique qu'elle porte le nom de la voiture phare de l'entreprise : la Peykan, dont la production s'est arrêtée en 2005.

## Palmarès
| Compétitions nationales |
| --- |
| - Championnat d'Iran de deuxième division (2) : - Champion : 2011-2012 et 2015-2016. - Vice-champion : 2005-2006 et 2013-2014. |

## Personnalités du club

### Présidents
| - Nader Shahsavari (1970 - 2005) - Hossein Kafami (2005 - 2006) - Ibrahim Sanaei (2006 - 2007) - Mostafa Karkhaneh (2007 - 2008) | - Mohammad-Reza Davarzani (2008) - Kamran Sahebpanah (2008 - 2010) - Mahmoud Shiyi (2010 - ) |

### Entraîneurs
| - Alan Rogers (1969 - 1970) - Klaus Schlappner (2000 - 2001) - Hamid Alidoosti (2001 - 2002) - Bijan Zolfagharnasab (2002 - 2003) - Homayoun Shahrokhi (2003–04) - Mohammad Mayeli Kohan (2004 - 2005) - Farhad Kazemi (2005 - 2006) - Samvel Darbinyan (2006 - 2008) - Ali Asghar Modir Roosta (2008 - 2009) | - Hamid Derakhshan (2009 - 2010) - Mohammad Ahmadzadeh (2010) - Hamid Alidousti (2010 - 2011) - Mohammad Hossein Ziaei (2011) - Farhad Kazemi (2011 - 2012) - Abdollah Veisi (2012 - 2013) - Firouz Karimi (2013) - Farhad Kazemi (2013 - 2014) |